# Dries Wouters
Dries Wouters (ur. 28 stycznia 1997 w Tongeren) – belgijski piłkarz występujący na pozycji pomocnika w niemieckim klubie Schalke 04. Wychowanek KSK Jecora, w trakcie swojej kariery grał także w KRC Genk. Młodzieżowy reprezentant Belgii.